# قزاق خان چرکس
قزاق خان چرکس یک فرمانده نظامی صفویان با اصالت چرکس و بیگلربیگ (فرماندار) شروان (۱۶۲۴–۱۶۳۳) و گرگان (۱۶۳۹–۱۶۴۰) بود. او پدر نجفقلی خان چرکس بود.